# (231346) Taofanlin
(231346) Taofanlin est un astéroïde de la ceinture principale.

## Description
(231346) Taofanlin est un astéroïde de la ceinture principale. Il fut découvert le 10 mars 2006 à l'Observatoire de Lulin par Hong Qin Lin et Ye Quan-Zhi. Il présente une orbite caractérisée par un demi-grand axe de 2,75 UA, une excentricité de 0,15 et une inclinaison de 3,3° par rapport à l'écliptique.

## Compléments